# Ryōta Takasugi
Ryōta Takasugi (japanisch 髙杉 亮太 Takasugi Ryōta; * 10. Januar 1984 in der Präfektur Yamaguchi) ist ein ehemaliger japanischer Fußballspieler.

## Karriere
Takasugi erlernte das Fußballspielen in der Universitätsmannschaft der Meiji-Universität. Seinen ersten Vertrag unterschrieb er 2006 bei FC Machida Zelvia. 2007 wechselte er zum Zweitligisten Ehime FC. Für den Verein absolvierte er 135 Ligaspiele. 2013 unterschrieb er einen Vertrag beim Ligakonkurrenten V-Varen Nagasaki. 2017 wurde er mit dem Verein Vizemeister der zweiten Liga und stieg in die erste Liga auf. Am Ende der Saison 2018 stieg der Verein wieder in die zweite Liga ab. Für den Verein absolvierte er 190 Ligaspiele. 2020 wechselte er zum Ligakonkurrenten Tochigi SC. Für den Klub aus Utsunomiya absolvierte er 25 Zweitligaspiele.
Am 1. Februar 2022 beendete Takasugi seine Karriere als Fußballspieler.

## Erfolge
V-Varen Nagasaki
- J2 League: 2017 (Vizemeister)  ▲